# Anthurium viridescens
Anthurium viridescens är en kallaväxtart som beskrevs av Adolf Engler. Anthurium viridescens ingår i släktet Anthurium och familjen kallaväxter. Inga underarter finns listade.